# Cabo de Santa Maria
Cabo de Santa Maria är en udde i Angola.   Den ligger i provinsen Benguela, i den västra delen av landet, 500 kilometer söder om huvudstaden Luanda.
Terrängen inåt land är kuperad österut, men åt sydost är den platt. Havet är nära Cabo de Santa Maria åt nordväst. Runt Cabo de Santa Maria är det ganska glesbefolkat, med 24 invånare per kvadratkilometer.. 